# 犬鳴村 (電影)
《犬鳴村》（日語：いぬなきむら/英語：HOWLING VILLAGE）
  是在2020年製作的一部日本恐怖電影，由日本知名恐怖片清水崇導演製作。《犬鳴村》以真實存在於福岡的靈異景點為舞臺，在日本上映第四週仍位居票房第4名，截至2020年3月1日的票房已突破日幣10億，繼超越《咒怨》5億、《七夜怪談》10億的票房後，未來有望打破《咒怨2》11億、《貞子3D》 13.5億、《鬼來電》15億，締造「日式恐怖」（J-Horror）近20年來最高的電影票房紀錄，更獲得第27屆法國熱拉爾梅奇幻影展評審委員獎。

## 劇情
劇情講述心理師森田奏的哥哥-森田悠真與女友西田明菜在夜遊途中發生意外之後，心理師森田奏的生活周遭也開始發生許多怪事，不僅身邊的人相繼出現異常行為，鎮上更傳出有人失蹤或死亡的消息。
在經過心理師森田奏調查後，發現這似乎都跟通過靈異景點「犬鳴隧道」有關。為了找出事件真相，森田奏決定自行出發一探究竟，然而，那裡有著令人驚愕的真相，揭開了深藏已久的神秘村莊「犬鳴村」的祕密。

## 主要人物
| 角色     | 演員     | 介紹 |
| 森田奏   | 三吉彩花 | 故事的女主角，森田家的後人，擁有能見到異界的眼睛，是一個能看見幽靈的臨床心理師。在家族兄弟等人踏入犬鳴村隧道失蹤後參與調查，而後被捲入了不可思議的驚悚事件中。                                                                        |
| 森田悠真 | 坂東龍汰 | 森田家的長子。與女朋友半夜跑進犬鳴隧道冒險，沒想到竟然真的找到消失的村莊犬鳴村，兩人在村莊內探險被偷襲，在從犬鳴村逃回來的明菜中邪自殺後，為了查明真相，他與自己弟弟前往犬鳴村報仇。                                                  |
| 森田康太 | 海津陽   | 森田悠真的弟弟，由於哥哥執意要找到犬鳴村，便從堵住隧道的大石上面爬進去，見到此事的小弟弟康太也偷偷跟著哥哥，便也爬到大石上面朝裡面看，卻意外掉進了隧道。                                                                              |
| 西田明菜 | 大谷凜香 | 森田悠真的女朋友，在大半夜2點與悠真兩人跑進犬鳴隧道冒險。想要挑戰記錄靈異景點犬鳴村，沒想到竟然真的消失的村莊犬鳴村，兩人在村莊內探險，突然有詭異的東西偷襲他們，兩人被嚇到落慌而逃，從犬鳴村逃回來的明菜出現精神不正常，中邪的狀態。 |
| 成宮健司 | 古川毅   | 一直徘徊在中村家墓地附近的男鬼，帶著森田奏找到了一卷記錄犬鳴村歷史的8MM膠片。 |
| 森田晃   | 高嶋政伸 | 森田奏的父親，知道一切詛咒的來源，然而卻隱瞞著事實。 |
| 森田綾乃 | 高島礼子 | 森田奏的母親，繼承詛咒的女子。 |
| 中村隼人 | 石橋蓮司 | 森田奏的祖父，知道詛咒來源的，也是間接促成這一切的人物。 |
| 籠井摩耶 | 宮野陽名 | 犬鳴村中神秘的女子。不斷出現在主角家人身邊。 |

## 幕後花絮
- 犬鳴村獲得第27屆法國熱拉爾梅奇幻影展評審委員獎，曾擔任此影展評審的清水崇導演也感到十分開心。本作也被視為是「日本恐怖大師」清水崇導演華麗的回歸之作，清水崇表示：「大家都覺得年輕人比較喜歡恐怖片，但試映會時，許多中高年齡層的女性都哭著說很久沒那麼感動了，令我很高興。」這也代表《犬鳴村》跨越各世代，展現老少咸宜的多樣娛樂性。[6]

- 由於「舊犬鳴隧道」就位於福岡縣宮若市，因此市長有吉哲信還特地參加了《犬鳴村》的舞臺問候活動，他說：「舊犬鳴隧道因靈異景點而受到關注，覺得心情有點複雜。宮若市山明水秀，有許多能療癒人心的景點，希望大家都能來玩。」[6]

- 擔綱《犬鳴村》主演、首度挑戰恐怖片，卻也透露其實很怕看日本恐怖片的演員三吉彩花，在接受採訪中表示：「我很喜歡西洋恐怖片，和日本的有文化差異，而且有許多笑點，與自己所處的環境也較有距離感。我反而不太看日本恐怖片，因為感覺離自己很近，很可怕。」，所以也沒看過清水崇導演的作品。對於這次首度與「日本恐怖大師」清水崇導演合作的感想，三吉彩花表示：「沒想到能有合作的機會，當我見到導演時還對他說：『我很怕看日本恐怖片，完全沒看過導演的作品，很抱歉。』導演說沒看也無妨，但我後來還是看了一點咒怨」。[6]

- 三吉彩花在電影宣傳中表示自己在拍攝過程中，在拍攝現場曾出現許多靈異現象，她說：「拍到一半攝影機突然故障。或是設備突然沒電，燈光突然滅掉。在別的劇組曾遇過沒電的情形，但故障的情況還是第一次碰到，心想原來這就是恐怖片的拍攝現場啊。」雖然如此，但劇組的氣氛也令三吉彩花大感意外，她表示：「現場的氣氛很和樂融融，原本以為會滿陰沉的，但只要一喊卡，導演和大家都會笑成一片，是非常棒的拍攝環境。」演員們在詮釋角色時，大部分都能自由發揮，但對於恐懼的時機點、視線的移動方式，以及恐怖片特別的演技，都會和導演討論後再呈現。因為有許多尖叫的戲分，很消耗體力。而她福岡出身的朋友們都知道「舊犬鳴隧道」，幾乎每個人都有造訪過此景點，她也很驚訝原來那裡如此有名，再度實際體會到「犬鳴村」神祕的吸引力。[6]

## 製作團隊
- 導演：清水崇
- 原案：清水崇、保坂大輔、紀伊宗之
- 編劇：保坂大輔、清水崇
- 配樂：海田庄吾、滝澤俊輔
- 製作：村松秀信、與田尚志 、佐野真之、藤田浩幸、宮崎伸夫、丸橋哲彦、森田圭、吉村和文、福田剛紀、後藤明信、荒井ジョースケ、宮﨑正
- 企劃：紀伊宗之
- 製作人：中林千賀子
- 撮影：福本淳
- 照明：松本憲人
- 美術：松永桂子
- 録音：西山徹
- 編集：鈴木理
- 服飾：中澤正英
- 衣服：岡田敦之
- 化妝：本田真理子
- 特殊：並河学
- VFX：石井教雄
- 音響効果：赤澤勇二
- 副導：毛利安孝
- 助導：川松尚良、窪田太郎、藤井頼太
- 製作擔當：高橋輝光
- 配給：東映
- 製作：「犬鳴村」製作委員会

## 周邊產品
以日本上映的恐怖電影《犬鳴村》為題材所打造的冒險遊戲《犬鳴村～殘響～》在Android 推出，場地是在日本真實靈異地點，當中收錄了與電影不同的原創劇情，以六名登場角色為中心，採用交錯敘事的手法帶領玩家觀看發生於犬鳴村內的故事。本作共有50種結局，能讓玩家能充分感受犬鳴村的詭譎氣氛。售價為720日幣（含稅）